# Fairy Tale
FAIRY TALE – trzeci album studyjny japońskiej piosenkarki Mai Kuraki, wydany 23 października 2002. Utwór key to my heart został wykorzystany jako piosenka przewodnia gry Tales of Destiny 2. Album osiągnął 1 pozycję w rankingu Oricon i pozostał na liście przez 17 tygodni, sprzedał się w nakładzie 730 580 egzemplarzy. Album zdobył status 3× Platyna.

## Lista utworów
Wszystkie słowa są autorstwa Mai Kuraki.
| Nr  | Tytuł                               | Kompozycja        | Aranżacja                    | Czas |
| --- | ----------------------------------- | ----------------- | ---------------------------- | ---- |
| 1.  | "Fairy tale ~my last teenage wish~" | Akihito Tokunaga  | Akihito Tokunaga             | 4:18 |
| 2.  | "Feel fine!"                        | Akihito Tokunaga  | Akihito Tokunaga             | 4:48 |
| 3.  | "Ride on time"                      | Akihito Tokunaga  | Akihito Tokunaga             | 5:01 |
| 4.  | "key to my heart"                   | Aika Ōno          | Cybersound                   | 3:33 |
| 5.  | "Winter Bells"                      | Akihito Tokunaga  | Akihito Tokunaga             | 4:37 |
| 6.  | "Loving You..."                     | Aika Ōno          | Cybersound                   | 5:18 |
| 7.  | "Can’t Forget Your Love"            | Aika Ōno          | Cybersound, Akihito Tokunaga | 5:29 |
| 8.  | "Trip in the dream"                 | Akihito Tokunaga  | Akihito Tokunaga             | 4:18 |
| 9.  | "Not that kind a girl"              | Yoko Black. Stone | Yoko Black. Stone            | 4:27 |
| 10. | "Like a star in the night"          | Aika Ōno          | Akihito Tokunaga             | 5:39 |
| 11. | "Fushigi no kuni" (jap. 不思議の国) | Aika Ōno          | Daisuke Ikeda                | 5:26 |
| 12. | "fantasy"                           | Aika Ōno          | Akihito Tokunaga             | 3:49 |

## Notowania
| Lista                       | Pozycja |
| --------------------------- | ------- |
| Oricon Weekly Albums Chart  | 1       |
| Oricon Monthly Albums Chart | 1       |
| Oricon Yearly Albums Chart  | 23      |